# Paulo Marcos Zech Coelho
Paulo Marcos Zech Coelho (Belo Horizonte, 1947) é um parasitologista, pesquisador e professor universitário brasileiro.
Comendador da Ordem Nacional do Mérito Científico, Paulo Marcos é professor emérito aposentado da Universidade Federal de Minas Gerais (UFMG), pesquisador emérito da Fiocruz Minas e chefe do Laboratório em Esquistossomose da mesma instituição.

## Biografia
Paulo Marcos nasceu na capital mineira, em 1947. É filho de Paulo de Souza Coelho (1918 - 2010) e Yara Ilze Zech Coelho (1922 - 2015), irmão dos ex-jogadores de vôlei da seleção brasileira, Hélder e Luiz. Ingressou no curso de Farmácia, da Universidade Federal de Minas Gerais, em 1965. Em 1974, defendeu mestrado em Parasitologia pela mesma instituição, seguindo para o doutorado, defendido em 1977, sob a orientação de Giovanni Gazzinelli.
De 1977 a 1998, foi professor, chefe de departamento, coordenador de pós-graduação e coordenador de Grupo Interdepartamental de Esquistossomose na UFMG. Com mais de 200 publicações em revistas nacionais e internacionais, Paulo Marcos é referência nacional em estudos sobre a esquistossomose.
E 2001, ingressou na Fiocruz Minas e designado Chefe do Laboratório em Esquistossomose no ano seguinte. De 2002 a 2007, foi Coordenador do Grupo de Pesquisadores em Esquistossomose da Fundação Oswaldo Cruz. É coordenador do Serviço de Referência em Esquistossomose da Fiocruz Minas, que presta serviços ao Sistema Único de Saúde, atuando no desenvolvimento tecnológico de métodos para o diagnóstico da esquistossomose.
Paulo Marcos é dono de duas patentes, relacionadas a dispositivos e métodos para diagnóstico parasitológico da esquistossomose.